# آرامگاه بابا قدرت
مقبره بابا قدرت مربوط به دوره صفوی است و در شهرستان اسفراین، روستاهای دهنه اجاق و بابا قدرت واقع شده و این اثر در تاریخ ۱۷ مرداد ۱۳۸۳ با شمارهٔ ثبت ۱۱۰۵۲ به‌عنوان یکی از آثار ملی ایران به ثبت رسیده است. در این سازه درون کوهی حجره های وجود دارد که تعداد آن ۸ حجره است که به گفته مردمان محلی این حجره ها محل نشستن خود شخص بابا قدرت بوده است در نمای کلی داخلی این سازه ۸ حجره دیده میشود و آخر این سازه به یک در کوچک و کم ارتفاع می‌رسید که به محل دفن بابا قدرت می‌رسد 
ویرایش: سید صالح عباس زاده